# EuroLeague 2003/04
Die Saison 2003/04 war die 4. Spielzeit der EuroLeague unter Leitung der ULEB und die insgesamt 47. Saison des bedeutendsten Wettbewerbs für europäische Basketball-Vereinsmannschaften, der von 1958 bis 2000 von der FIBA unter verschiedenen Bezeichnungen organisiert wurde.
Den Titel gewann Maccabi Tel Aviv. Für die Israelis war es der erste Gewinn der EuroLeague. Zweimal gewann Tel Aviv den Europapokal der Landesmeister und einmal die Suproleague.

## Hauptrunde

### Vorrunde
In dieser ersten Phase traten die 24 Mannschaften aufgeteilt in drei Gruppen (A bis C) in Heim- bzw. Auswärtsspielen gegeneinander an bis ein jedes Team 14 Spiele absolviert hatte. Für die nächste Runde qualifizierten sich die fünf besten aus jeder Gruppe sowie der beste Gruppensechste.

### Gruppe A
| Team                  | Sp | S  | N  | P+   | P-   |
| --------------------- | -- | -- | -- | ---- | ---- |
| 1. FC Barcelona       | 14 | 12 | 2  | 1086 | 937  |
| 2. Cibona Zagreb      | 14 | 8  | 6  | 1122 | 1101 |
| 3. Ülker Istanbul     | 14 | 8  | 6  | 1023 | 1050 |
| 4. Olimpija Ljubljana | 14 | 6  | 8  | 1093 | 1123 |
| 5. EB Pau Orthez      | 14 | 6  | 8  | 1141 | 1130 |
| 6. AEK Athen          | 14 | 6  | 8  | 1066 | 1099 |
| 7. Partizan Belgrad   | 14 | 6  | 8  | 1081 | 1078 |
| 8. Lottomatica Roma   | 14 | 4  | 10 | 997  | 1091 |

### Gruppe B
| Team                   | Sp | S  | N  | P+   | P-   |
| ---------------------- | -- | -- | -- | ---- | ---- |
| 1. ZSKA Moskau         | 14 | 11 | 3  | 1118 | 984  |
| 2. Maccabi Tel Aviv    | 14 | 11 | 3  | 1261 | 1169 |
| 3. Skipper Bologna     | 14 | 8  | 6  | 1206 | 1173 |
| 4. Montepaschi Siena   | 14 | 7  | 7  | 1083 | 1068 |
| 5. Panathinaikos Athen | 14 | 7  | 7  | 1141 | 1113 |
| 6. Žalgiris Kaunas     | 14 | 6  | 8  | 1142 | 1142 |
| 7. Unicaja Málaga      | 14 | 4  | 10 | 1051 | 1111 |
| 8. Krka Novo Mesto     | 14 | 2  | 12 | 947  | 1189 |

### Gruppe C
| Team                    | Sp | S  | N  | P+   | P-   |
| ----------------------- | -- | -- | -- | ---- | ---- |
| 1. Efes Pilsen Istanbul | 14 | 10 | 4  | 1066 | 1002 |
| 2. Benetton Treviso     | 14 | 10 | 4  | 1185 | 1067 |
| 3. Pamesa Valencia      | 14 | 9  | 5  | 1149 | 1089 |
| 4. TAU Ceramica         | 14 | 9  | 5  | 1183 | 1127 |
| 5. Olympiakos Piräus    | 14 | 7  | 7  | 1109 | 1108 |
| 6. Idea Śląsk           | 14 | 6  | 8  | 1110 | 1163 |
| 7. ALBA Berlin          | 14 | 3  | 11 | 1075 | 1170 |
| 8. Asvel Villeurbanne   | 14 | 2  | 12 | 982  | 1133 |

## Zwischenrunde (Top 16)
In der zweiten Phase der EuroLeague wurden die verbliebenen 16 Mannschaften in vier Gruppen (D bis G) zu je vier Teams aufgeteilt. Dabei spiegelte sich das Abschneiden aus der Regulären Saison in der Setzliste für die Auslosung wider. Auch in dieser Phase traten die Mannschaften einer jeden Gruppe in Hin- und Rückspielen gegeneinander an. Die jeweiligen Gruppensieger qualifizierten sich dabei für das Final Four Turnier.

### Gruppe D
| Team                 | Sp | S | N | P+  | P-  |
| -------------------- | -- | - | - | --- | --- |
| 1. ZSKA Moskau       | 6  | 5 | 1 | 477 | 436 |
| 2. TAU Ceramica      | 6  | 4 | 2 | 505 | 477 |
| 3. Cibona Zagreb     | 6  | 2 | 4 | 422 | 449 |
| 4. Olympiakos Piräus | 6  | 1 | 5 | 436 | 477 |

### Gruppe E
| Team                  | Sp | S | N | P+  | P-  |
| --------------------- | -- | - | - | --- | --- |
| 1. Skipper Bologna    | 6  | 5 | 1 | 484 | 457 |
| 2. Efes Pilsen        | 6  | 4 | 2 | 427 | 390 |
| 3. Pau Orthez         | 6  | 2 | 4 | 452 | 468 |
| 4. Olimpija Ljubljana | 6  | 1 | 5 | 438 | 468 |

### Gruppe F
| Team                   | Sp | S | N | P+  | P-  |
| ---------------------- | -- | - | - | --- | --- |
| 1. Montepaschi Siena   | 6  | 4 | 2 | 498 | 461 |
| 2. Benetton Treviso    | 6  | 4 | 2 | 510 | 494 |
| 3. FC Barcelona        | 6  | 2 | 4 | 445 | 452 |
| 4. Panathinaikos Athen | 6  | 2 | 4 | 460 | 506 |

### Gruppe G
| Team                | Sp | S | N | P+  | P-  |
| ------------------- | -- | - | - | --- | --- |
| 1. Maccabi Tel Aviv | 6  | 4 | 2 | 452 | 406 |
| 2. Pamesa Valencia  | 6  | 4 | 2 | 418 | 421 |
| 3. Zalgiris Kaunas  | 6  | 3 | 3 | 520 | 507 |
| 4. Ulker Istanbul   | 6  | 1 | 5 | 449 | 505 |

* Pamesa Valencia reiste wegen der angespannten Lage im Land – ausgelöst durch die Tötung von Ahmed Yassin – nicht nach Israel. Die ULEB wertete das Spiel daraufhin mit 20:0 für Maccabi Tel Aviv.

## Final Four Turnier
In einem Turnier, das innerhalb eines Wochenendes stattfand, traten je zwei Mannschaften in Halbfinals gegeneinander an. Die Sieger qualifizierten sich für das Finale, aus dem der Sieger der EuroLeague hervorging.

### Halbfinale
Die Halbfinalspiele fanden am 29. April statt.
| Paarung         | Paarung | Paarung           | Ergebnis      |
| --------------- | ------- | ----------------- | ------------- |
| Skipper Bologna | -       | Montepaschi Siena | 103:102 n. V. |
| ZSKA Moskau     | -       | Maccabi Tel Aviv  | 85:93         |

### Spiel um Platz 3
Das Spiel fand am 1. Mai statt.
| Paarung           | Paarung | Paarung     | Ergebnis |
| ----------------- | ------- | ----------- | -------- |
| Montepaschi Siena | -       | ZSKA Moskau | 94:97    |

### Finale
Das EuroLeague Finale fand am 1. Mai 2004 in der Nokia Arena in Tel Aviv statt.
| Paarung          | Maccabi Tel Aviv – Skipper Bologna |
| Ergebnis         | 118:74 |
| Datum            | 1. Mai 2004 |
| Stadion          | Nokia Arena, Tel Aviv |
| Zuschauer        | 10.000 |
| Schiedsrichter   | Romuldas Brazauskas, Stelios Koukoulekidis, Ilija Belosevic |
| Maccabi Tel Aviv | Avraham Ben Chimol 2 Punkte, Maceo Baston 9, Derrick Sharp 9, Nikola Vujčić 9, Anthony Parker 21, Gur Shelef 2, Tal Burstein 17, Yotam Halperin 7, Šarūnas Jasikevičius 18, Bruno Sundov 4, Deon Thomas, David Bluthenthal 20 Trainer: Pini Gershon         |
| Skipper Bologna  | Hanno Möttölä 7, Gianluca Basile 10, Stefano Mancinelli 3, Marco Belinelli 3, Matjaž Smodiš 2, Gianmarco Pozzecco 10, Miloš Vujanić 21, Tomas van den Spiegel 3, Erazem Lorbek 7, Arthur Guyton, Patricio Prato 2, Carlos Delfino 6, Trainer: Jasmin Repeša |

## Auszeichnungen

### Regular Season MVP

Regular Season & Top 16 MVP: Arvydas Sabonis

- Arvydas Sabonis (Zalgiris Kaunas)

### Top 16 MVP
- Arvydas Sabonis (Zalgiris Kaunas)

### Final Four MVP
- Anthony Parker (Maccabi Tel Aviv)

### All Euroleague First Team 2003–2004
- Šarūnas Jasikevičius (Maccabi Tel Aviv)
- Marcus Brown (ZSKA Moskau)
- Dejan Bodiroga (Barcelona)
- Mirsad Türkcan (ZSKA Moskau)
- Arvydas Sabonis (Zalgiris Kaunas)

### All Euroleague Second Team 2003–2004
- Miloš Vujanić (Skipper Bologna)
- Lynn Greer (Idea Śląsk)
- David Vanterpool (Montepaschi Siena)
- Andrés Nocioni (TAU Ceramica)
- Nikola Vujčić (Maccabi Tel Aviv)